# فلورنسا
فَلُورَنْسَة أو إِفْلُورَنْسَة أو (نقحرة: فلورنسا ، (بالإيطالية: Firenze)) مدينة في الجزء الشمالي من وسط إيطاليا، عاصمة مقاطعة فلورنسا وإقليم توسكانا وهي أكبر مدنه وأكثرها سكانا وأهمها تراثا تاريخيا وفنيا واقتصاديا وإداريا، يبلغ عدد سكانها 366.488 نسمة. يخترقها نهر أرنو (الذي فاض في 4 نوفمبر 1966 مخلفا أضرارا جسيمة ووفاة 35 شخصا)، كانت عاصمة لإيطاليا لفترة وجيزة بعد توحيد إيطاليا (1865-1871).
خلال فترة طويلة أيام حكم أسرة ميديشي، كانت فلورنسا في أوروبا العصور الوسطى مركزا هاما من الناحية الثقافية والتجارية والمالية، حيث تعتبر فلورنسا مهد عصر النهضة وخروج أوروبا من عهود الفقر والظلام ، وكانت واحدة من أغنى المدن في تلك الحقبة. وهي منشأ عصر النهضة واشتهرت في العالم بأسره كمهدٍ للفن والعمارة بمبانيها التاريخية العديدة ومعالمها ومتاحفها الغنية، فاشتهرت باعتبارها واحدة من أجمل وأهم مدن العالم. سميت المدينة «أثينا العصور الوسطى» ومدينة الزنابق.
تجتذب المدينة ملايين السياح كل عام، وأعلنت اليونسكو أن المركز التاريخي لفلورنسا (Centro storico) أحد مواقع التراث العالمي في عام 1982. وتشتهر المدينة بثقافتها وفنون عصر النهضة والهندسة المعمارية والمعالم الأثرية. تحتوي المدينة أيضًا، على العديد من المتاحف والمعارض الفنية، مثل معرض أوفيزي وقصر بيتي، ولا يزال لها تأثير في مجالات الفن والثقافة والسياسة. ونظرًا للتراث الفني والمعماري الذي تتمتع به فلورنسا، فقد صنفتها مجلة فوربس كواحدة من أجمل مدن العالم في عام 2010.
تلعب فلورنسا دورًا مهمًا في الموضة الإيطالية، وتم تصنيفها ضمن أفضل 15 عاصمة للأزياء في العالم من قبل غلوبال لانغويج مونيتور؛ علاوة على ذلك، فهي مركزا اقتصادي وطني رئيسي، ومركزا سياحي وصناعي.

## السكان
في سنة 1861 بلغ عدد السكان 150٬864 نسمة، وتطور العدد ليصل في سنة 2011 لـ 358٬079 نسمة.
يظهر هذا المخطط البياني تطور النمو السكاني لـ فلورنسا

## التاريخ
التاريخ المعروف عن فلورنسا يبدأ من عام 59 قبل الميلاد، بتأسيس قرية ("florentia") لجنود رومان سابقين. كانت مقرا لأسقفية منذ القرن الرابع، تبادل سيطرة على المدينة كل من البيزنطيون والقوط الشرقيون واللومبارديون والفرنجة خلالها انخفض عدد سكانها عدد مرات حتى بلغ إلى ما دون الألف قاطن.
تقدمت المدينة ابتدأُ من القرن العاشر، وبحلول عام 1115 أصبحت بلدية ذاتية الحكم. قسَّمها الصراع الداخلي في القرن الثالث عشر بين الغيبيليني أنصار الإمبراطورية الرومانية المقدسة، والغويلفي أنصار البابوية الرومانية. وانتصر الغويلفي (معركة كولي 17 يونيو 1269)، ولكنهم سرعان ما إنقسموا داخليا بين «بيض وسود».

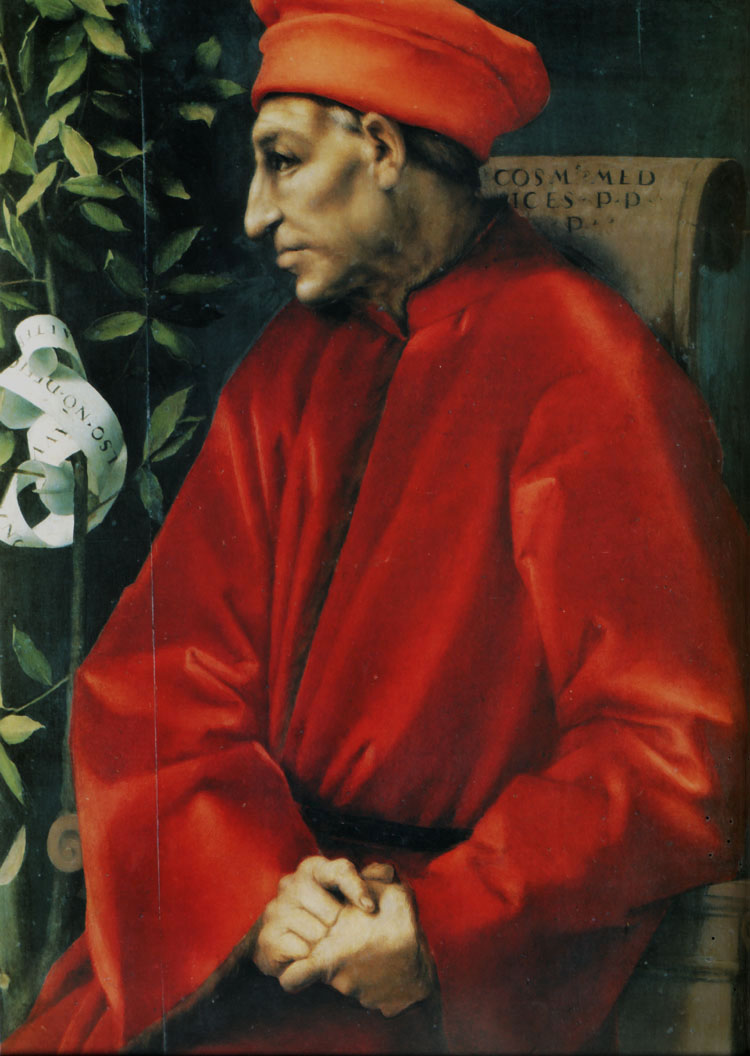
كوزيمو دي ميديتشي

لم يُعِق الصراع السياسي الداخلي تطور المدينة حتى أصبحت أحد أكثرها قوة وإزدهارا في أوروبا، ساعدها في ذلك عملتها الذهبية الخاصة الفلورين (طُرحت عام 1252)، وهزيمة خصمها بيزا (هزمتها جنوا في عام 1284 واشترتها فلورنسا عام 1406)، وقوتها التجارية الناتجة عن دستور مناهض للإرستقراطية (1293).
حكمت فلورنسا كل توسكانا على مر القرون، بإستثناء جمهورية لوكا التي ظلت دولة مستقلة وذات سيادة حتى القرن الثامن عشر (مع وصول نابليون إلى إيطاليا)، ودوقية ماسا وكرارا التي ظلت مستقلة حتى عام 1829 بضمها إلى دوقية مودينا.
يقُدّر عدد سكان فلورنسا بنحو ثمانين ألفا قبل وباء الطاعون الأسود سنة 1348 (مباشرة بعد البندقية وقبل ميلانو وبولونيا، كأكبر مدن إيطاليا سكانا) منهم خمسة وعشرون ألفا يعملون في صناعة الصوف. شهدت فلورنسا محاولة إضراب الشومبي ciompi (الأجراء خاصة في صناعة الصوف) في سنة 1345، وهم الذين قاموا عام 1378 بثورة خاطفة ضد سيطرة القلة الحاكمة للمدينة. بعد قمعها، وسقطت المدينة تحت سيطرة آل ألبازي (1382-1434) ، الذين حل محلهم أعداءُهم الألداء آل ميديشي.
انتهت الفترة الأولى من هيمنة آل ميديشي بعودة حكومة جمهورية، تأثرت بتعاليم الراهب الراديكالي الدومينيكي جيرولامو سافونارولا (الذي أُعدم عام 1498، وقبل أن يموت ترك ميثاقا حول حكومة فلورنسا)، في كلماتها جدالات ستكون موضوع نزاعات دينية في قرون التالية.
شخصية أخرى ذات دهاء نادر هي نيكولو مكيافيلي، إشاراته إلى حكومة فلورنسا في معظمها غالبا ما تقرأ على أنها إضفاء شرعية على الإعوجاج وأيضا انتهاك السياسيين. أقصى الفلورنسيون آل ميديشي للمرة الثانية وأعادوا تأسيس جمهورية في 16 مايو 1527.
و عادوا إلى مكانهم مرتين، بدعم من الإمبراطور والبابا، أصبح آل ميديشي دوقات بالوراثة على فلورنسا في عام 1537، ثم غراندوقات توسكانا في عام 1569 لمدة قرنين.
أدى انقراض سلالة ميديشي وصعود فرانسوا ستيفان دوق اللورين زوج ماريا تيريزا هابسبورغ عام 1737 إلى إدخال توسكانا ضمن الأراضي التابعة للتاج النمساوي. وانتهت سيطرة النمساويين على يد فرنسا ثم مملكة سردينيا وبييمونتي في عام 1859، وأصبحت توسكانا مقاطعة في مملكة إيطاليا الموحدة في عام 1861.

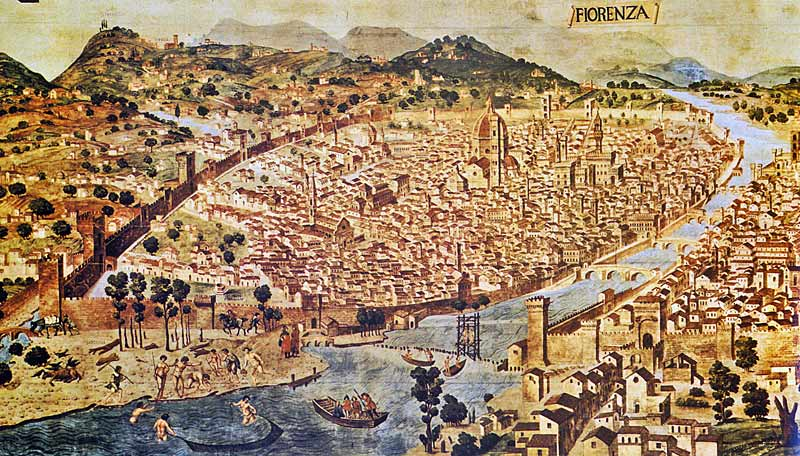
فلورنسا في القرن 16.

أخذت فلورنسا مؤقتا مكان تورينو كعاصمةٍ لإيطاليا في عام 1865 بناءً على طلب نابليون الثالث على أساس إتفاقية سبتمبر، ولكن هذا الدور نـُقل إلى روما بعد ست سنوات إثر انضمامها إلى المملكة. تضاعف سكان فلورنسا في القرن التاسع عشر، ثم زاد ثلاثة أمثاله في القرن العشرين مع نمو السياحة والتجارة والخدمات المالية والصناعة.
خلال الحرب العالمية الثانية احتل الألمان المدينة لمدة عام (1943-1944)، ثم تحررت من قبل ألويه مقاومة الحزبية في الحادي عشر من آب أغسطس. فلورنسا من بين المدن التي تقلدت نشان الشجاعة العسكرية بحرب التحرير، فقد تحصلت على ميدالية الشجاعة العسكرية الذهبية لتضحيات أهلها ولنشاطاتها في النضال الحزبي خلال الحرب العالمية الثانية. ولكن للمدينة أيضا ذكراها المحزنة بأعمال الفرانكي تيراتوري العنيدة، بقيادة ألساندرو بافوليني، لمواجهة التقدم الأنغلو - أميركي.
وفي الرابع من تشرين الثاني نوفمبر من عام 1966 غرق أغلب مركزها بفيضان نهر أرنو ملحقاً أضرار بالعديد من الكنوز الفنية.

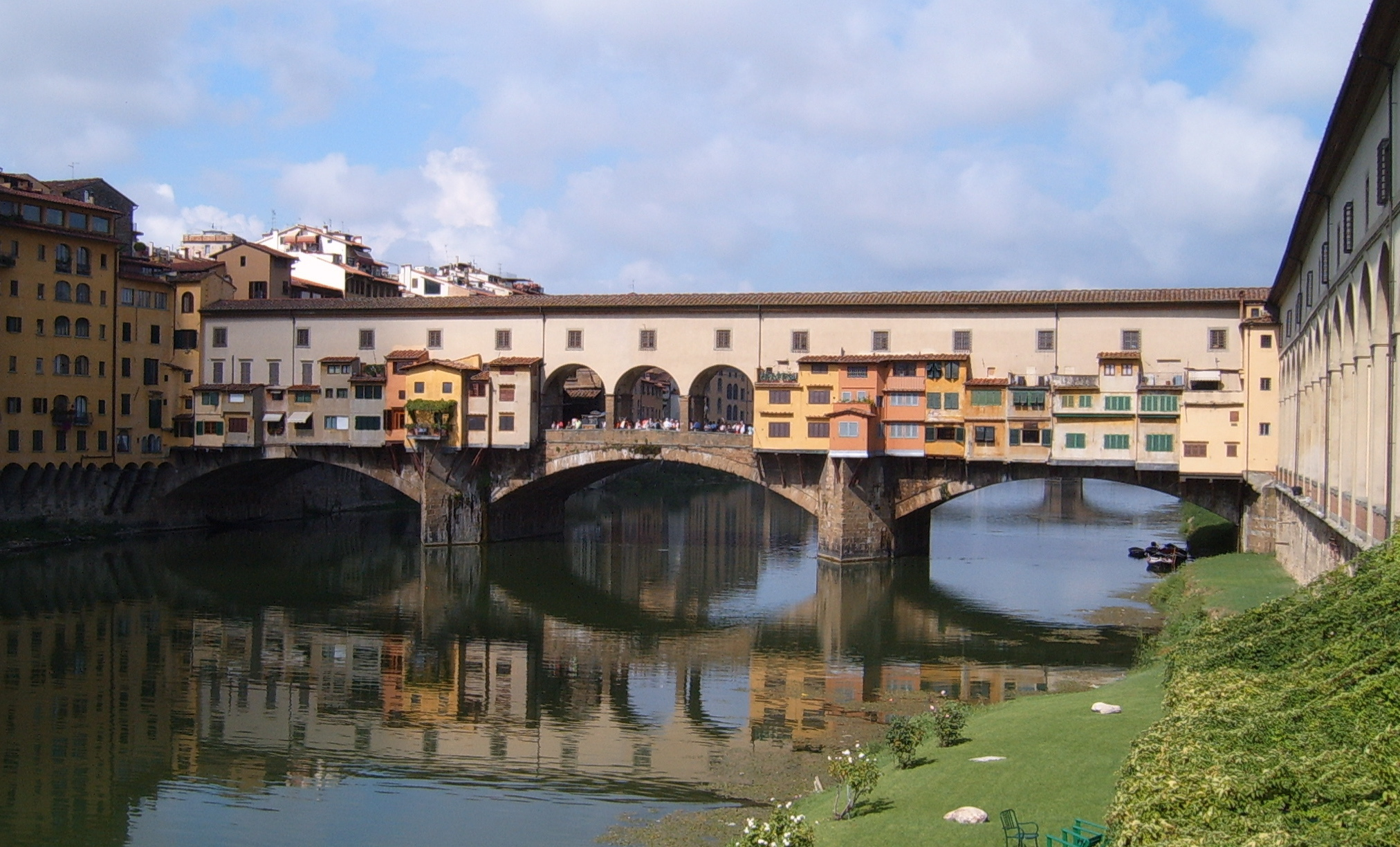
جسر بونتي فيكيو، الجسر القديم عبر نهر أرنو

## أهم المعالم

### الساحات

ساحة مايكل أنجلو

- ساحة السيادة Piazza della Signoria : وهي الساحة المركزية في فلورنسا ومقر القوة المدنية بوجود قصر فيكو Palazzo Vecchio (القصر القديم) وقلب الحياة الاجتماعية في المدينة. وهي الساحة الوحيدة في العالم التي تضم مجموعة فريدة من أهم الأعمال النحت التي تحمل رسائل سياسية عليها أن تلهم حكام المدينة.
- ساحة الكاتدرائية Piazza del Duomo : وهي واحدة من أشهر المعالم المركبة في إيطاليا بوجود الكاتدرائية، جرس جوتو Campanile di Giotto، وبيت المعمودية Battistero di San Giovanni.
- ساحة سانتا ماريا نوفيلا Piazza Santa Maria Novella : تقع بها الكنيسة المسماة باسمها ذات الواجهة الجميلة، وهي من الساحات الرئيسية في فلورنسا.
- ساحة مايكل انجلو Piazzale Michelangelo : تحتضن النقطة الأشهر لرؤية المنظر البانورامي العام لمدينة فلورنسا، منتجة أعدادا كبيرة من البطاقات البريدية، لذا تعتبر مقصدا شبه إللازمي لسياح المدينة.
- ساحة الجمهورية Piazza della Repubblica : ساحة على طراز القرن التاسع عشر على شكل مستطيل بأبعاد 75 متر في 100 متر، تشكل الإقامة الجيدة في المدينة بوجود المقاهي الكبيرة وبعض الفنادق المترفة، واليوم يعتبر منطقة للمشاة وتشكل نقطة ارتكاز في المنطقة السياحية التجارية وسط المدينة.
- ساحة سانتا كروشي Piazza Santa Croce : تقع بها الكنيسة المسماة باسمها، كبيرة المساحة جدا ومستطيلة الشكل، خلال عصر النهضة كانت المكان المثالي لمسابقات الفروسية والمهرجانت والعروض والمباريات الجماهيرية كلعبة كرة القدم القديمة calcio in costume التي مازلت تقام حتي الآن في شهر يونيو من كل عام.
- ساحة سان لورنزو Piazza San Lorenzo : تقع بها الكنيسة المسماة باسمها، ويوجد خلفها قبة مصلى الأمراء، وهذه الساحة تشتهر أيضا بسوقها النشط والمتواصل طيلة أيام الأسبوع.
- ساحة القديسة أنونسياتا Piazza della Santissima Annunziata : أحد أجمل الساحات وأكثرها انسجاما من ناحية التصميم ليسفي فلورنسا فقط بل في إيطاليا كلها، ولعلها النموذج الأوروبي الأول في التخطيط المدني.
- ساحة سانتو سبيريتو Piazza Santo Spirito : أحد أكثر الساحات مثالية وحيوية في حي أولترارنو Oltrarno على الفضة اليسرى لنهر آرنو يوجد بها بعض المحلات والدكاكين والمطاعم، يزيد نشاطها ليلاً حيث تعتبر من الساحات المفضلة لدى الفلورنسيين للالتقاء فيها.

### القصور

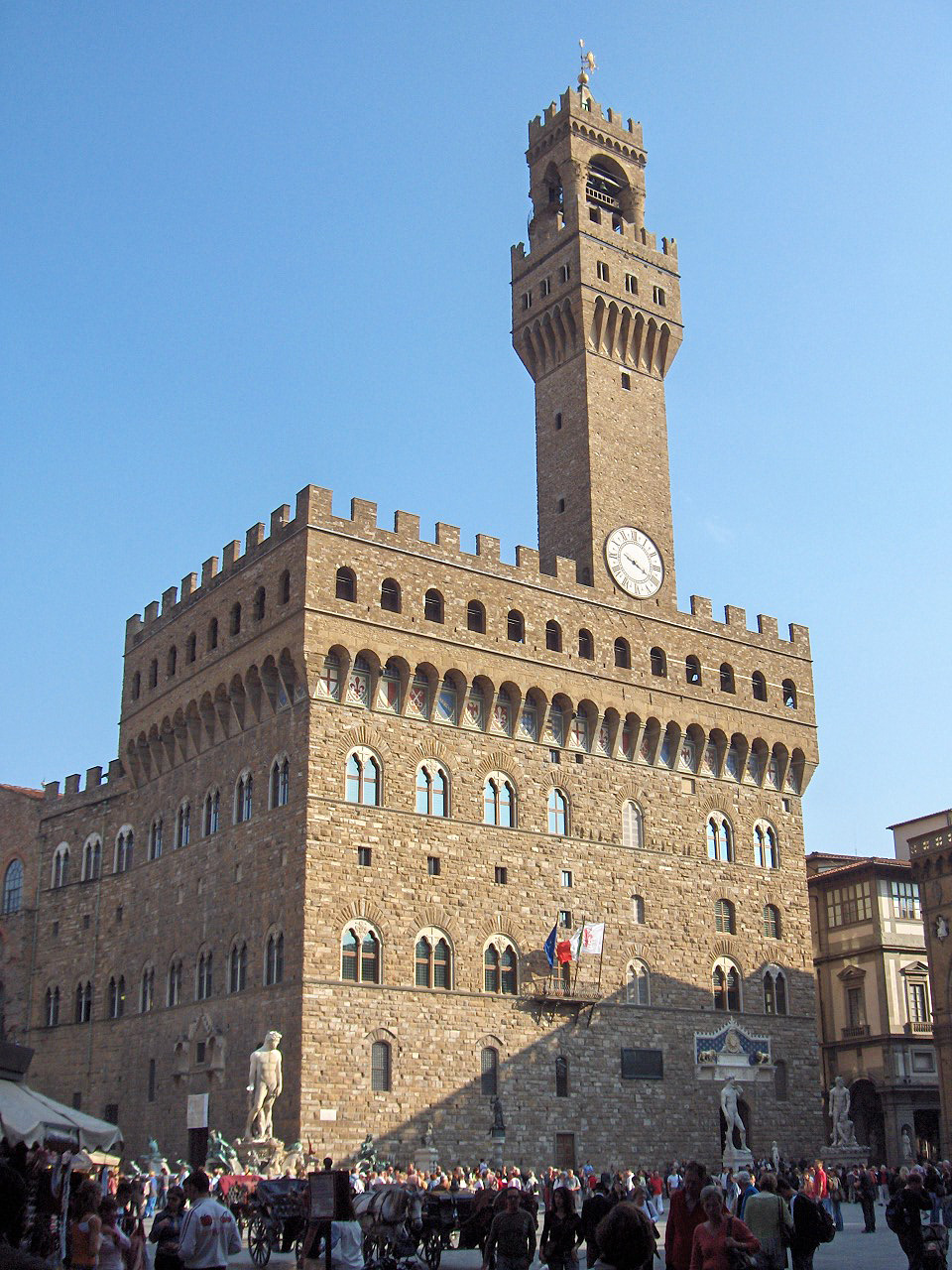
Palazzo Vecchio

- القصر القديم Palazzo Vecchio : يوجد في ساحة السيادة في فلورنسا وهو مقر بلدية المدينة. به متحف يضم أعمالا لأنيولو برونزينو ومايكل آنجلو وجورجو فازاري.
- قصر ميديشي ريكاردي Palazzo Medici-Riccardi : يوجد في شارع via Cavour الذي كان يعرف بالشارع الواسع. استخدم ليكون مقرا لمجلس المقاطعة ولإقامة العمدة وممارسة مهامه. تستخدم فيه بعض الغرف الأخرى لمناسبات خاصة، ومن بينها غرفة رئيس الجمهورية حيث يقيم بها في حالة قيامه بزيارة فلورنسا.
- قصر غويلفا Palazzo di Parte Guelfa : عرف منذ سنوات طويلة كمقر لكرة القدم الفلورنسية التاريخية وللموكب الاحتفالي التاريخي للجمهورية الفلورنسية، ويستضيف القصر ضمن صالاته ندوات وفاعليات فنية وثقافية وعلمية على المستوى المحلي والوطني والدولي.
- قصر بيتي Palazzo Pitti : يوجد في ساحة بيتي، ينتصب عند الضفة الجنوبية لنهر أرنو على انحدار التلة التي توجد بها حدائق بوبولي، كما يوجد به عدد من المتاحف متنوعة ذات طبيعة مختلفة ضمن أعمالا فنية هامة، منها متحف معرض بالاتينا Galleria Palatina  الهام، كما يوجد به أكبر معرض إيطالي للموضة Galleria del Costume، وأيضا Appartamenti Monumentali النموذج الرائع لأثاث وديكورات العصر الباروكي والروكوكي الفاخرة.
- قصر روتشيلاي Palazzo Rucellai : يوجد في شارع via della Vigna Nuova نموذج رائع لعمارة القرت الخامس عشر الفلورنسية، صممه ليون باتيستا ألبيرتي.
- قصر ستروتسي Palazzo Strozzi : يوجد تقريبا في منتصف شارع via Tornabuoni في فلورنسا باتجاه نهر آرنو، يعتبر واحدا من أهم الأعمال العمارة المدنية في فلورنسا عصر النهضة.
- قصر ريدولفي Palazzo Ridolfi : يوجد في شارع via Maggio وهو قصر زاهد ومتواضع من القرن الخامس عشر يعود إلى الوطني كزيمو ريدولفي وهو قريب من ساحة سانتو سبيريتو.
- قصر بيانكا كابيلو Palazzo di Bianca Cappello : يوجد في شارع via Maggio يتميز بالرسوم والزخارف على الواجهة مع نوافذ ذات الطراز المعروف ب Finestra inginocchiata من تصميم برناردو بوونتالينتو، وكانت بيانكا كابيلو وهي فينيتسية حبيبة فرانشيسكو الأول دي ميديشي، وكانت قصتهما من أكثر القصص التي حضت بالشائعات في ذلك العصر.

### المتاحف والمعارض

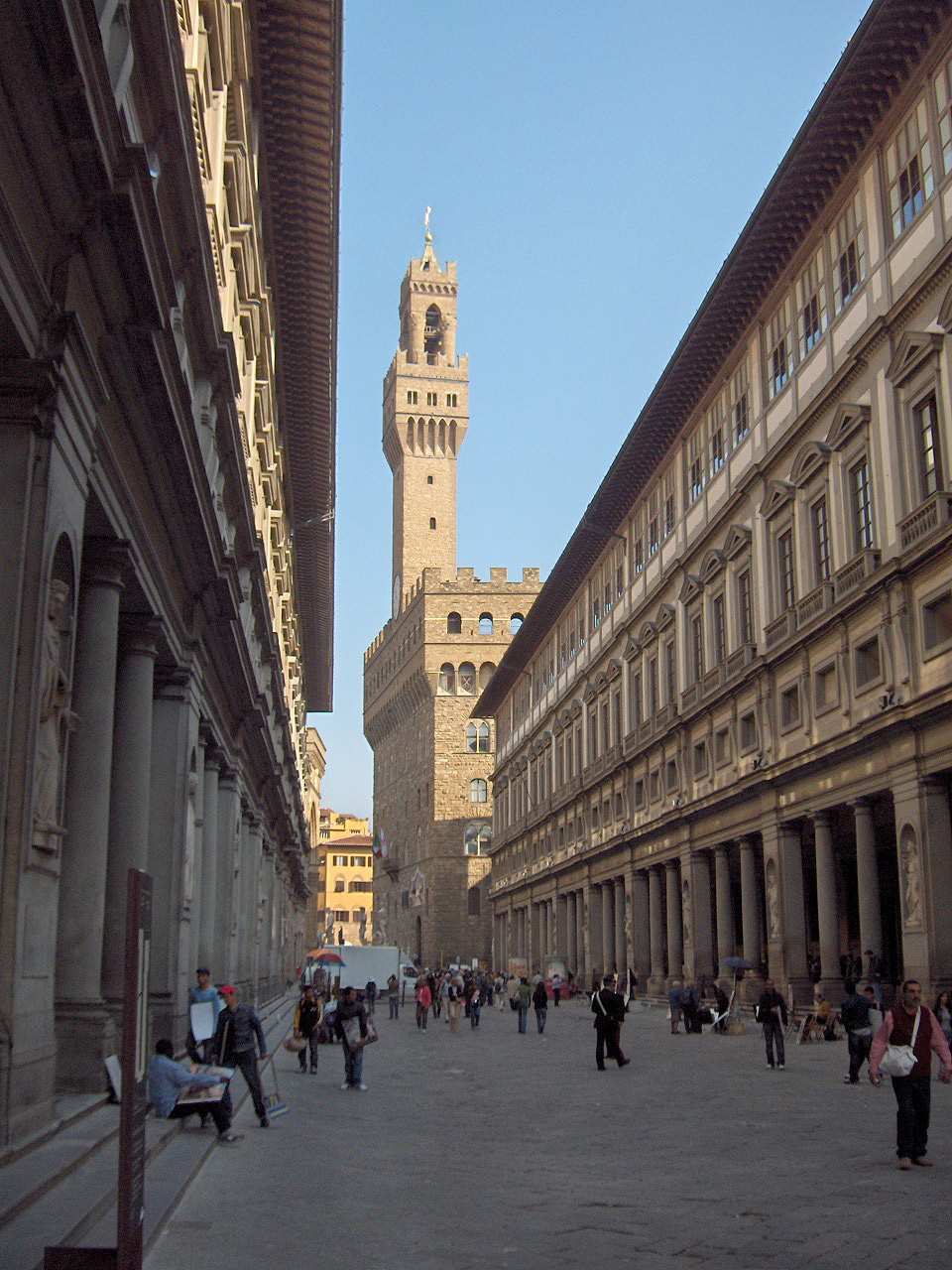
الفناء الضيق بين جناحي معرض أوفيتسي وفي نهايته القصر القديم وساحة السيادة

- معرض أفيتسي Galleria degli Uffizi : يعد واحد من أقدم وأشهر المتاحف الفنية في العالم، ويوجد في ساحة أوفيتسي (Piazzale degli Uffizi)، المبنى يضم مجموعة فاخرة من الأعمال الفنية، بما في ذلك أغلب لوحات الفنان بوتيتشيلي، مقسم إلى عدة صالات مجهزة بالتوافق مع المدرسة والأسلوب وحسب الترتيب الزمني.
- رواق فازاريانو Corridoio Vasariano : ممر علوي يربط بين قصر القديم (Palazzo Vecchio) إلى قصر بتي (Palazzo Pitti) مرورا معرض أفيتسي (Galleria degli Uffizi) وفوق الجسر القديم (Ponte Vecchio).
- معرض الأكاديمية Galleria dell'Accademia  : متحف أخذ شهرته من خلال وجود عدد من التماثيل منها تمثال دافيد لـمايكل أنجلو، ويوجد داخل المعرض متحف الآلات الموسيقية (Museo degli strumenti musicali) حيث يوجد بعض الآلات التي تعود إلى معهد لويجي كيروبيني (Conservatorio Luigi Cherubini).
- متحف بارجيلو الوطني Museo Nazionale del Bargello  : يضم مجموعة هامة من الأعمال فنية في النحت وغيرها، كان في عصر من العصور ثكنة ثم سجن. بني قصر بارجيلو أولا لايواء قائد الشعب (Capitano del Popolo)، ثم وفي عام 1261 الإداري الأعلى في مجلس مدينة فلورنسا (podestà). وهو أقدم مبنى عام في فلورنسا.
- متحف سان مارك Museo di San Marco  :
- Cappelle medicee
- Museo dell'Opificio delle Pietre Dure

- Museo archeologico nazionale di Firenze المتحف الأثري الوطني بفلونسا: يوجد في قصر يعود للعام 1620 وقد بناه جوليو باريجي كمقر إقامة للأميرة ماريا مادالينا ميديشي في ساحة القديسة أنونسياتا.
- Opificio delle pietre dure
- Palazzo Davanzati
- Museo Bardini

### الجسور

جسور فلورنسا

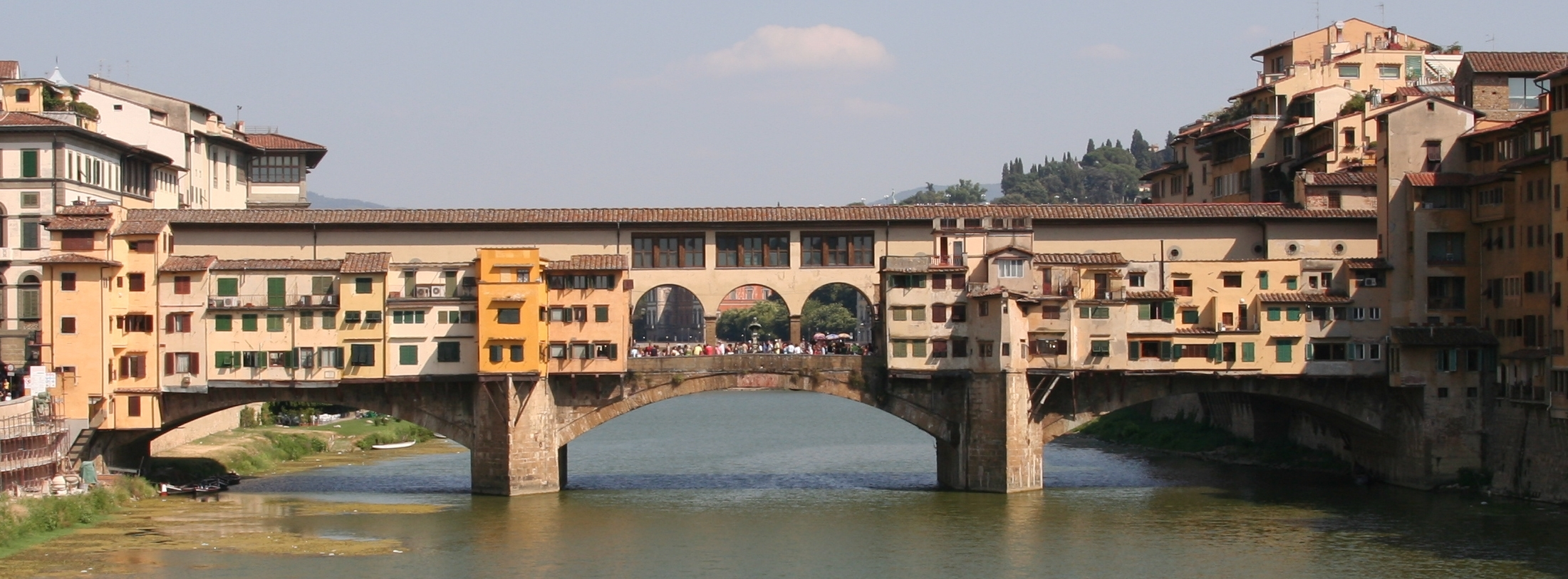
جسر فيكو الجسر القديم ماراً فوق نهر أرنو.

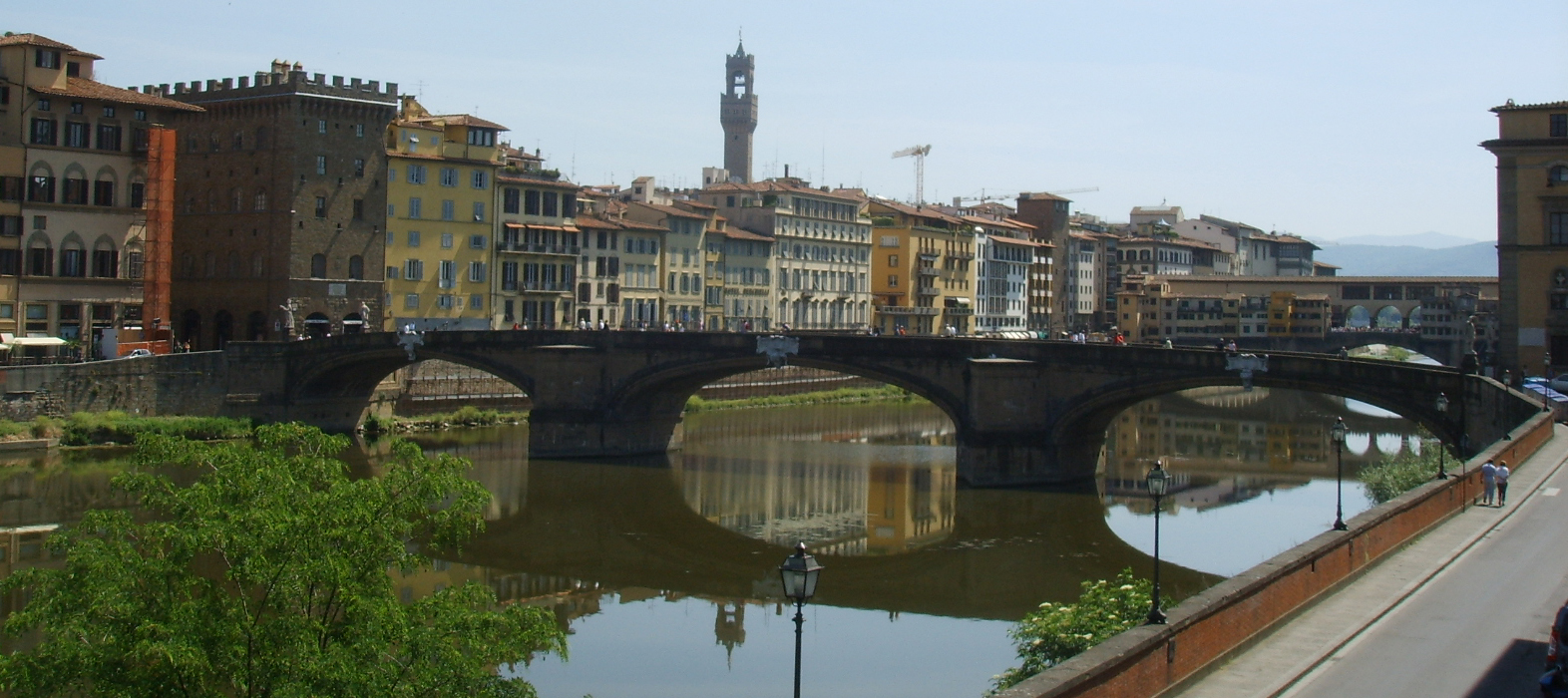
جسر سانت ترينيتا

- الجسر القديم Ponte Vecchio : يعد أحد رموز مدينة فلورنسا ويقطع النهر عند النقطة الأكثر ضيقا حيث كانت توجد قديما نقطة ضحلة في مسار مياه النهر، ويرجع بناءه الأول إلى العصر الروماني، بيد أنه تضرر عدة مرات من فيضان النهر، في عام 1080 كان يوجد جسر خشبي بينما تم بناء جسر حجري بخمسة أقوس عام 1170 وقد دمر عام 1333 بفعل أحد أعنف الفيضانات، بعد بناء الكورنيش "lungarni" أعيد بناء الجسر عام 1345، وهو الجسر الوحيد الذي لم يدمره الألمان أثناء انسحابهم خلال الحرب العالمية الثانية في عام 1944.
- جسر سانتا ترينيتا Ponte Santa Trinita : أحد أجمل الجسور في كل إيطاليا وأكثرها أناقة في أوروبا، ويصل بين ساحة سانتا ترينيتا وساحة دي فريسكوبالدي مع وجود قصرين هامين على طرفيه هما قصر سبيني فيروني Palazzo Spini Feroni وقصر ديلا ميسيوني Palazzo della Missione، بني لأول مرة من الخشب عام 1252.
- Ponte alla Carraia : ثاني جسر يبنى بعد الجسر القديم وقد أنشئ من الخشب في عام 1218 تحت اسم «الجسر الجديد» Ponte Nuovo، ودمر جراء فيضان في عام 1274 فأعيد بناءه، ولكنه دمر مرة من جديد في عام 1304 من جراء الحمل الزائد من الجماهير التي كانت تتابع عرضا ما على النهر من فوقه، وبعد فيضان عام 1333 المدمر كان أول جسر يعاد بناءه، كما تضرر من الفيضان أيضا في عام 1557 وأعيد بناءه، آخر عملية إعادت بناء عام 1948 محافظا على تصميمه القديم ذو أقواس الخمسة.
- Ponte Alle Grazie : ذو خمسة أقواس وقد أعيد بناءه عام 1957، وهو ثالث جسر ينشئ في فلورنسا المُسوَّرَة وقد أنشئ أول مرة في عام 1237 بالكامل بالحجر وبتسعة أقواس في النقطة الأكثر اتساعا في النهر.
- Ponte di San Niccolò : الجسر الأول سمي باسم سان فرناندو وقد تم بناءه بين عامي 1836 و1837.

### الحدائق

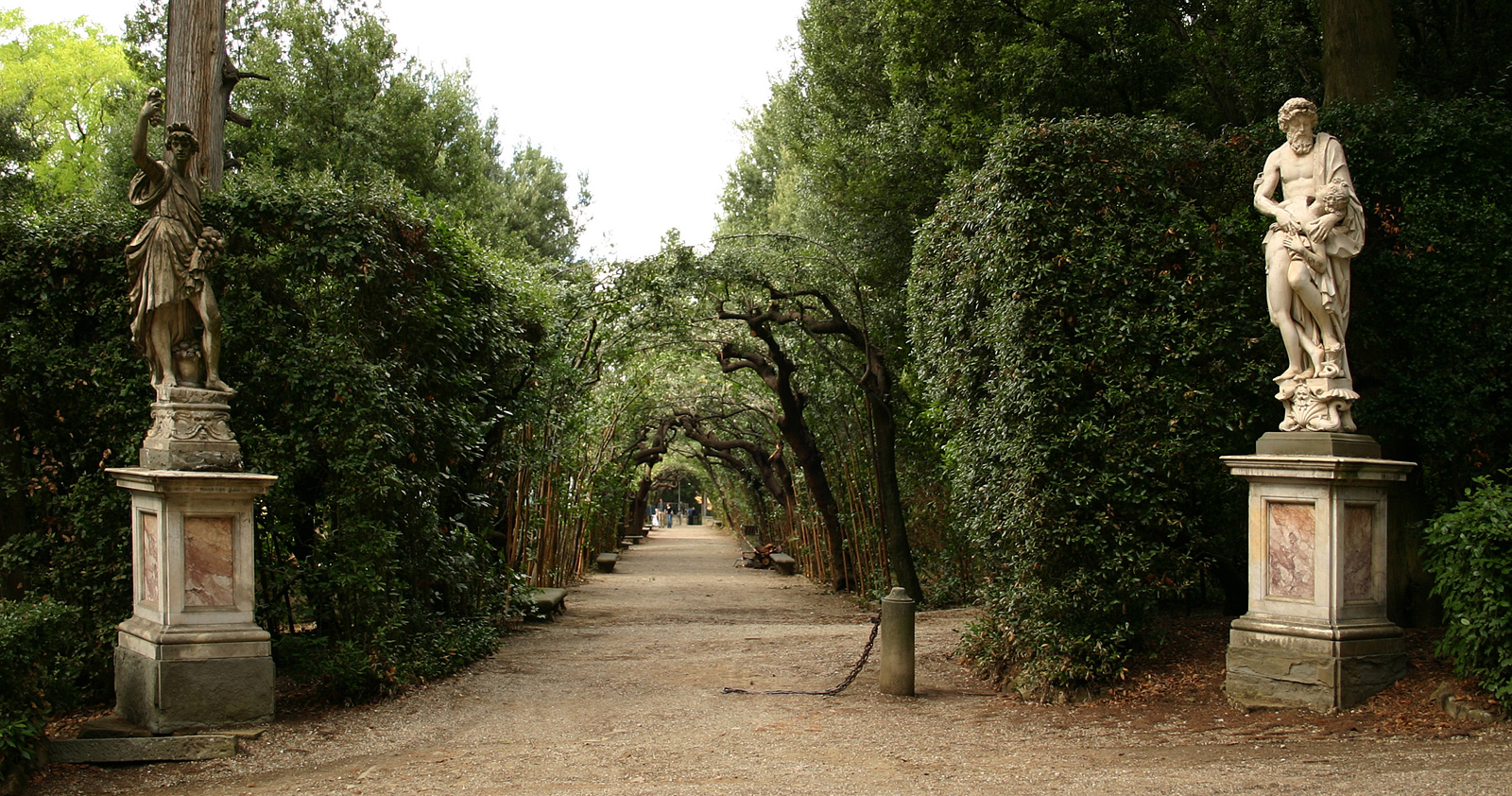
حديقة بوبولي

- حدائق بوبولي Giardino di Boboli : حدائق تاريخة في مدينة فلورنسا ملاصقة لقصر بيتي وحصن بلفيديري، يقوم بزيارتها حوالي ثمانمائة ألف زائر سنويا، تعد أحد أهم نماذج الحدائق الإيطالية في العالم وتعتبر أيضا متحفا مفتوحا بما تحويه من أعمال فنية.
- Giardino del Bobolino : حديقة عمومية توجد مباشرة بعد الخروج من البورتا رومانا وأخذت اسمها من حديقة بوبولي القريبة
- Giardino Bardini : تمتد على مساحة تلالية واسعة في الضفة الجنوبية من انحدار ساحة ميكلأنجلو حتى نهر أرنو مساحتها حوالي أربعة هكتارات.
- Giardino delle Rose : حديقة جميلة على الضفة الجنوبية لنهر أرنو تحت ساحة ميكلأنجلو من جهة الغرب.
- Giardino dell'Iris : وهي منطقة خضراء تقع على الجهة الشرقية من ساحة ميكلأنجلو وتفتح للجمهور فقط في شهر مايو.
- Parco delle Cascine : تختصر بين العوام «لي كشيني» أكبر حدائق فلورنسا العمومية، تبدأ من ساحة فيتوريو فينيتو حتى جسر دل إنديانو محددة طبيعيا بين نهر أرنو وجدول مونيوني وقناة ماتشينانتي.
- Giardino dei Semplici : تعد هذه الحديقة جزءا من متحف التاريخ الطبيعي لجامعة فلورنسا.
- Orti Oricellari : حديقة من الحجم المتوسط الصغير في الشارع لامسمى باسمها بالقرب من سانتا ماريا نوفيلا تنسب إلى عائلة روتشيلاي.

### الكنائس

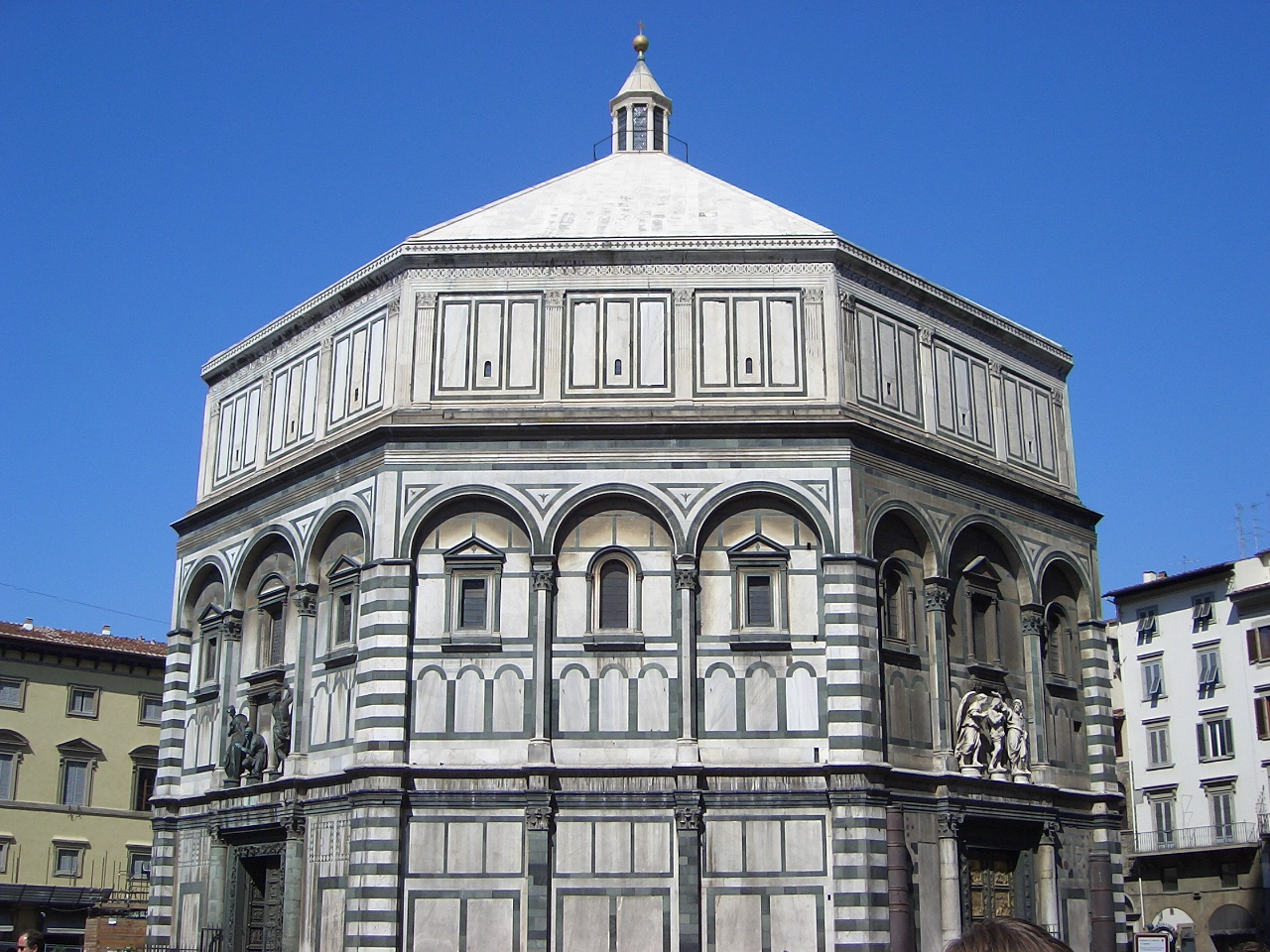
بيت معمودية سان جيوفاني

- كنيسة سانتا ماريا دل فيوري Santa Maria del Fiore : هي كاتدرائية (Duomo) فلورنسا وهي رابع أكبر كنيسة أوروبية من حيث الحجم بعد كنيسة القديس بطرس في الفاتيكان وسانت بول في لندن وكاتدرائية ميلانو، يصل طولها 153 متر وأساس القبة باتساع 90 متر والتي يمكن رؤيتها من كل أنحاء سهل فلورنسا وحتي من مدينة براتو.
- بيت معمودية سان جوفاني Battistero di San Giovanni : مبني في شكل سداسي الأضلاع، أنيق، يوجد أمام الكاتدرائية.
- كنيسة سانتا ماريا نوفيلا Santa Maria Novella : أحد أهم كنائس فلورنسا وتنتصب في الساحة المسماة باسمها، تضم عددا من الأعمال الفنية لكبار الفنانين.
- Santa Croce : تقع في الساحة المسماة باسمها وهي أحد أكبر كنائس الفرنسيسكان، وأحد أكبر المباني القوطية في إيطاليا، تبعد حوالي 800 متر من كاتدرائية المدينة. وهي مكان دفن بعض من ألمع الإيطاليين مثل مايكل أنجلو، غاليليو، وميكافيللي، وجنتيلي روسيني، وبالتالي تعرف أيضا باسم مدفن عظماء إيطاليا.
- San Lorenzo : أحد أكبر كنائس المدينة وتقع في الساحة المسماة باسمها في وقع سوق وسط المدينة ومكان الدفن لأعضاء أسرة ميديشي الرئيسيين من كوزيمو العجوز إلى كوزيمو الثالث، وقد تكون الكنيسة الأقدم في المدينة.

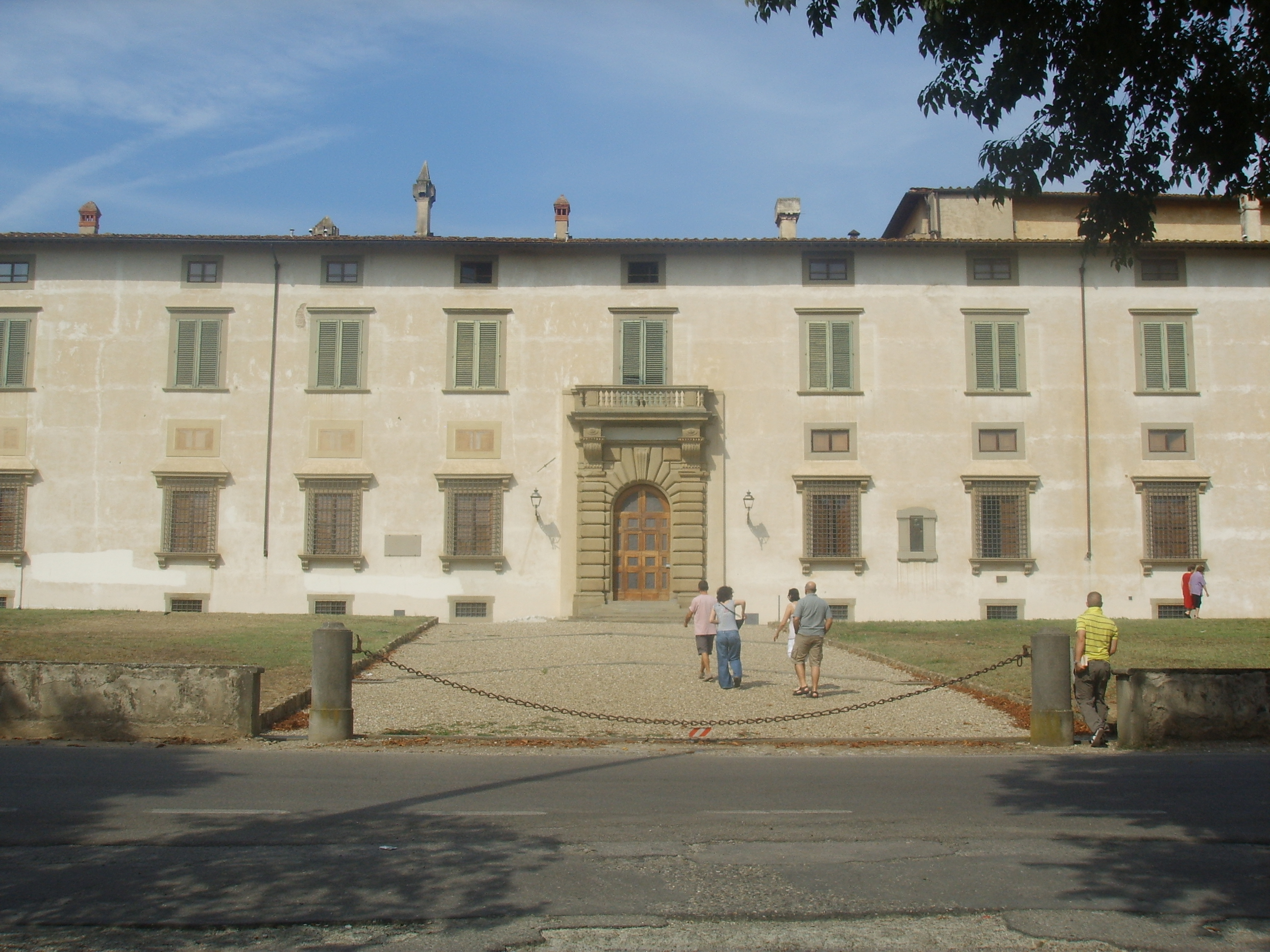
واجهة فيلا كاستيلو الشهيرة.

حدائق فيلا كاستيلو

- Santo Spirito
- Orsanmichele
- Santissima Annunziata

- Ognissanti
- Il Carmine
- Santa Trinita
- San Marco
- San Gaetano
- San Miniato

### فيلات آل ميديشي
تنتشر على التلال أو في الريف المحيط بالمدينة المنارب التاريخية لآل ميديشي، منها ما هو مفتوح للزوار ومنها ما هو ملكية خاصة:
- Villa Medicea di Careggi : أحد أقدم فيلات آل ميديشي توجد في حي كاريدجي
- فيلا كاستيلو Villa Medicea di Castello : توجد في منطقة تلة كاستيلو قريبة من الفيلا الشهيرة الأخرى لا بييترا وتشتهر بحديقتها التي لا يضاهيها جمالا إلا حديقة بوبولي وتعد متحف حقيقي، والفيلا ليست للزيارة فهو مخصصة لأكاديمية كروسكا اللسانيات والفيلولوجيا الإيطالية.
- Villa Medicea La Petraia : توجد في منطقة تلة كاستيلو أحد أشهر وأجمل فيلات ميديشي وموقعها يضمن لها إطلالة جميلة لكامل مدينة فلورنسا.
- Villa Medicea della Topaia : توجد في منطقة كاستيلو بين فلورنسا وسستو فيورنتينو قريبة من فيلاتي كاستيلو وبيترايا، وكان يعتبر مركز للصيد في الحديقة الكبيرة بين الفيلاتين المذكورتين.
- Villa Medicea di Marignolle : توجد في الضاحية الجنوبية للمدينة.
- Villa Medicea di Poggio Imperiale : توجد على تلة أرشيتري يستضيف مدرسة حكومية.
- حصن بل فيديري Forte Belvedere : وهو حصن في فلورنسا. وقد بناه الدوق الأكبر فرديناندو الأول دى 'ميديشي خلال الفترة بين 1590-1595، بتصميم لبرناردو بوونتالينتي، لحماية المدينة وحكم العائلة، وعلى وجه الخصوص كانت تستخدم لخزن كنوز آل ميديشي.

### المسارح التاريخية
- مسرح ألا بيرغولا Teatro alla Pergola
- مسرح فلورنسا البلدي Teatro Comunale di Firenze
- مسرح فيردي Teatro Verdi

## الجغرافيا
تقع فلورنسا في مكان جميل خلاب، في وسط منخفض واسع تكتنفه المرتفعات . محاطة من ثلاثة جهات بتلال طينية: كاريدجي Careggi شمالا، فييزولي Fiesole الشمال الشرقي، سيتينيانو (Settignano) شرقا، أرشيتري (Arcetri) وبودجو إمبيريالي Poggio Imperiale وبيلوزغوادو Bellosguardo جنوبا. في السهل حيث تقع المدينة يعبرها نهر أرنو - الذي يقسمها هي الأخرى إلى وادي أرنو العلوي ووادي أرنو السفلي .

منظر من ميدان ميكيل أنجلو.

إضافة إلى الأنهار صغيرة مثل: نهر مونيوني Mugnone ، وتيرتسولي Terzolle ونهر غريفي (Greve).

### الطبيعة
أراضي فلورنسا بيئة متمدنة للغاية حيث المساحات الطبيعية نادرة. مناطق المرتفعات مستغلة منذ قرون في الزراعة ومأهولة سكانيا، مع انحسار شديد في الغابات الأصلية خاصة في المناطق الواقعة جنوب وشرق المدينة. عند السهل توجد مناطق رطبة وغير عمارنية غربي المدينة على طول نهر أرنو.

### المناخ
مناخ فلورنسا معتدل قاري بصيف حار وشتاء بارد ورطب.
المطر يتركز أساسا في فصلي الربيع والخريف، فخلالهما يمكن أن تمطر بغزارة.
لضعف الرياح نظرا لموقع المدينة المحمي، الحرارة صيفا أعلى بكثير من تلك على طول الساحل، خصوصا العظمى التي يمكن أن تصل إلى 40 درجة مئوية، في المقابل خلال أشهر الشتاء درجات الحرارة الصغرى تنخفض إلى بضع درجات تحت الصفر. وفي هذا الصدد نشير إلى الأرقام القياسية لدرجة الحرارة: 44 درجة مئوية في تموز / يوليو 1983 و-23 درجة مئوية في كانون الثاني / يناير 1985.

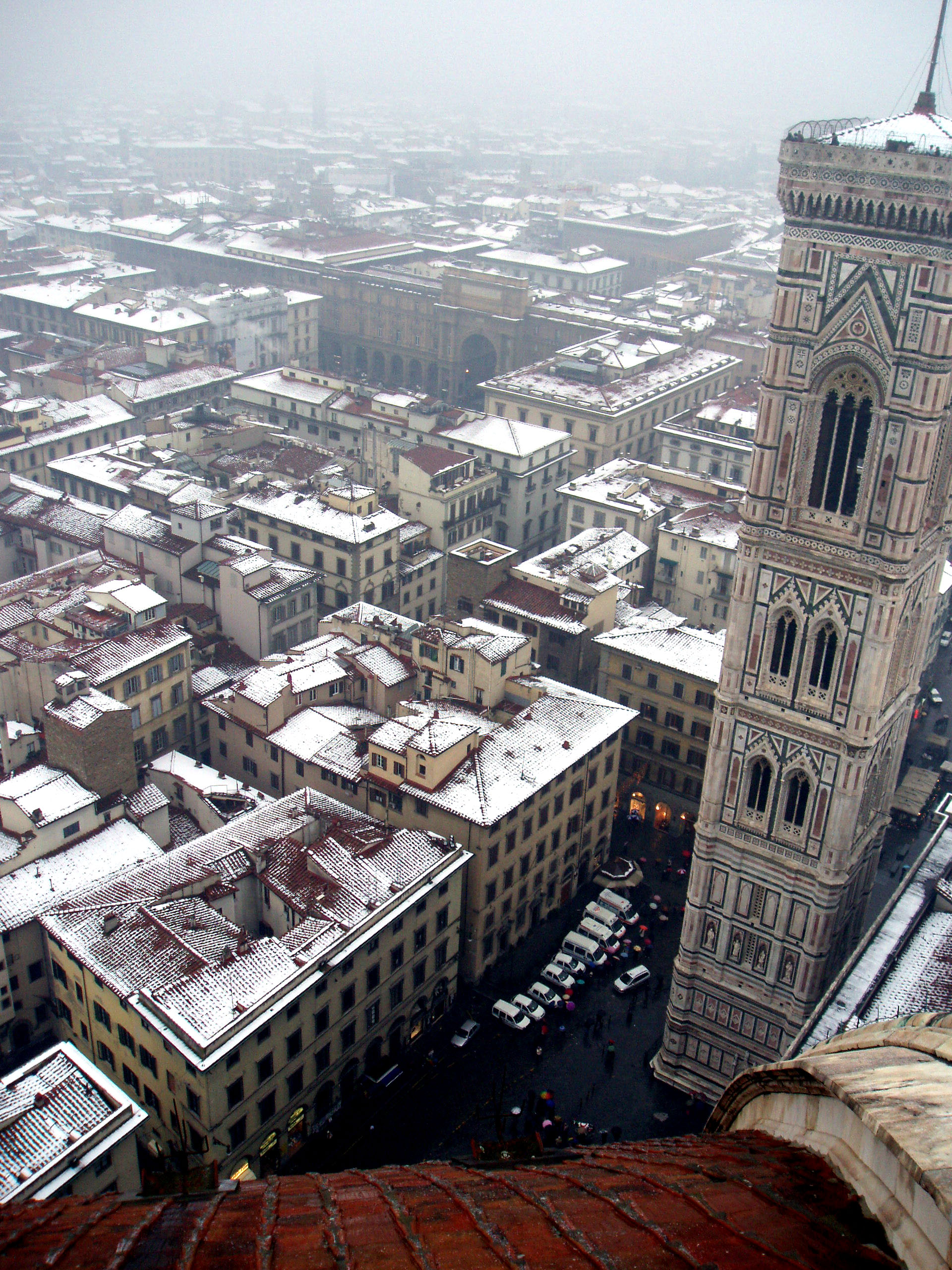
تل الأجراس التابع للكاتدرائية القديمة.

#### درجات الحرارة خلال السنة
| الشهر                          | 1    | 2     | 3     | 4     | 5     | 6     | 7     | 8    | 9     | 10   | 11     | 12    | السنة |
| ------------------------------ | ---- | ----- | ----- | ----- | ----- | ----- | ----- | ---- | ----- | ---- | ------ | ----- | ----- |
| متوسط درجة الحرارة العظمى (°C) | 8    | 10    | 15    | 19    | 23    | 29    | 33    | 32   | 27    | 21   | 14     | 11    | 20,1  |
| متوسط درجة الحرارة الصغرى (°C) | 1    | 2     | 5     | 8     | 11    | 16    | 19    | 18   | 14    | 10   | 5      | 2     | 9,2   |
| الأمطار (ملم)                  | 73,6 | 68,58 | 81,28 | 78,74 | 73,66 | 55,88 | 40,64 | 76,2 | 78,74 | 88,9 | 111,76 | 91,44 | 914,8 |

| السنة | درجة الحرارة العظمى          | درجة الحرارة الصغرى           |
| ----- | ---------------------------- | ----------------------------- |
| 1981  | +39,4°م                      | -7,9°م                        |
| 1982  | +42,8°م                      | -5,2°م                        |
| 1983  | +43,6°م (رقم قياسي في يوليو) | -5,9°م                        |
| 1984  | +39,2°م                      | -7,8°م                        |
| 1985  | +40,0°م                      | -23,2°م (رقم قياسي في يناير)  |
| 1986  | +36,1°م                      | -6,2°م                        |
| 1987  | +36,9°م                      | -7,9°م (رقم قياسي في مارس)    |
| 1988  | +40,2°م                      | -5,8°م                        |
| 1989  | +34,1°م                      | -9,2°م                        |
| 1990  | +40,1°م (رقم قياسي في يونيو) | -4,8°م                        |
| 1991  | +37,3°م                      | -8,2°م                        |
| 1992  | +38,9°م                      | -5,1°م                        |
| 1993  | +37,9°م                      | -8,4°م                        |
| 1994  | +38,8°م                      | -4,2°م                        |
| 1995  | +37,6°م                      | -6,1°م                        |
| 1996  | +35,4°م                      | -5,2°م                        |
| 1997  | +36,7°م                      | -2,3°م                        |
| 1998  | +39,8°م                      | -5,2°م                        |
| 1999  | +37,0°م                      | -7,6°م                        |
| 2000  | +38,1°م                      | -7,9°م                        |
| 2001  | +38,2°م                      | -5,1°م                        |
| 2002  | +38,4°م                      | -8,5°م                        |
| 2003  | +41,1°م (رقم قياسي في أغسطس) | -7,7°م                        |
| 2004  | +37,2°م                      | -4,0°م                        |
| 2005  | +39,9°م                      | -10,1°م (رقم قياسي في ديسمبر) |
| 2006  | +38,6°م                      | -5,9°م                        |
| 2007  | +40,0°م                      |                               |

## العلاقات الدولية

### المدن التوأمة والشقيقة
لفلورنسا علاقة توأمة مع:
- بيت لحم، فلسطين[28][29]
- بودابست، المجر[28]
- درسدن، ألمانيا[28][30]
- إدنبرة، اسكتلندا، المملكة المتحدة[28][31]
- فاس، المغرب[28]
- أصفهان، إيران[28]
- كاسل، ألمانيا[28]
- كييف، أوكرانيا[28]
- مدينة الكويت، الكويت[28]
- توركو، فنلندا[28]
- كيوتو، اليابان[28][32]
- نانجينغ، الصين[28]
- الناصرة، فلسطين [28]
- فيلادلفيا، بنسيلفانيا، الولايات المتحدة[28][33]
- بويبلا، المكسيك[28]
- رانس، فرنسا[28]
- ريغا، لاتفيا[28][34]
- سالفادور، البرازيل[28]
- سيدني، أستراليا[28]
- تيرانا، ألبانيا[35]
- بلد الوليد، إسبانيا[28]

### شراكات أخرى
- أريكيبا، بيرو[28]
- كان، فرنسا[28]
- غيفو، اليابان[28]
- كراكوف، بولندا[28][36]
- مالمو، السويد[28][37]
- ماوتهاوزن، النمسا[28]
- نينغبو، الصين[28]
- بورتو فيكيو، كورسيكا[28]
- بروفيدنس، رود آيلاند، الولايات المتحدة[28]
- تالين، إستونيا[28]

## معرض الصور

بعض الصور المختارة
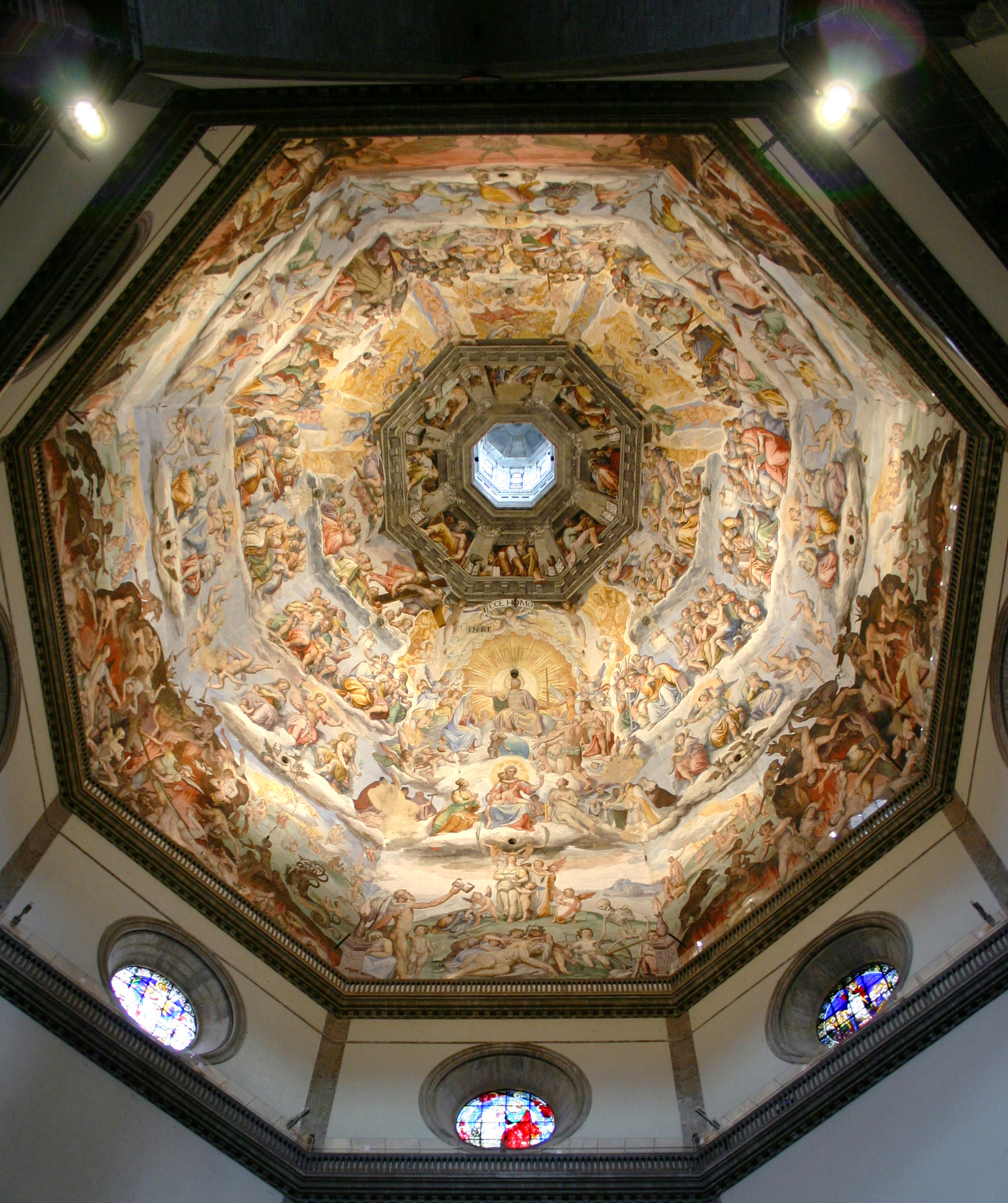
سقف الكتدرائية
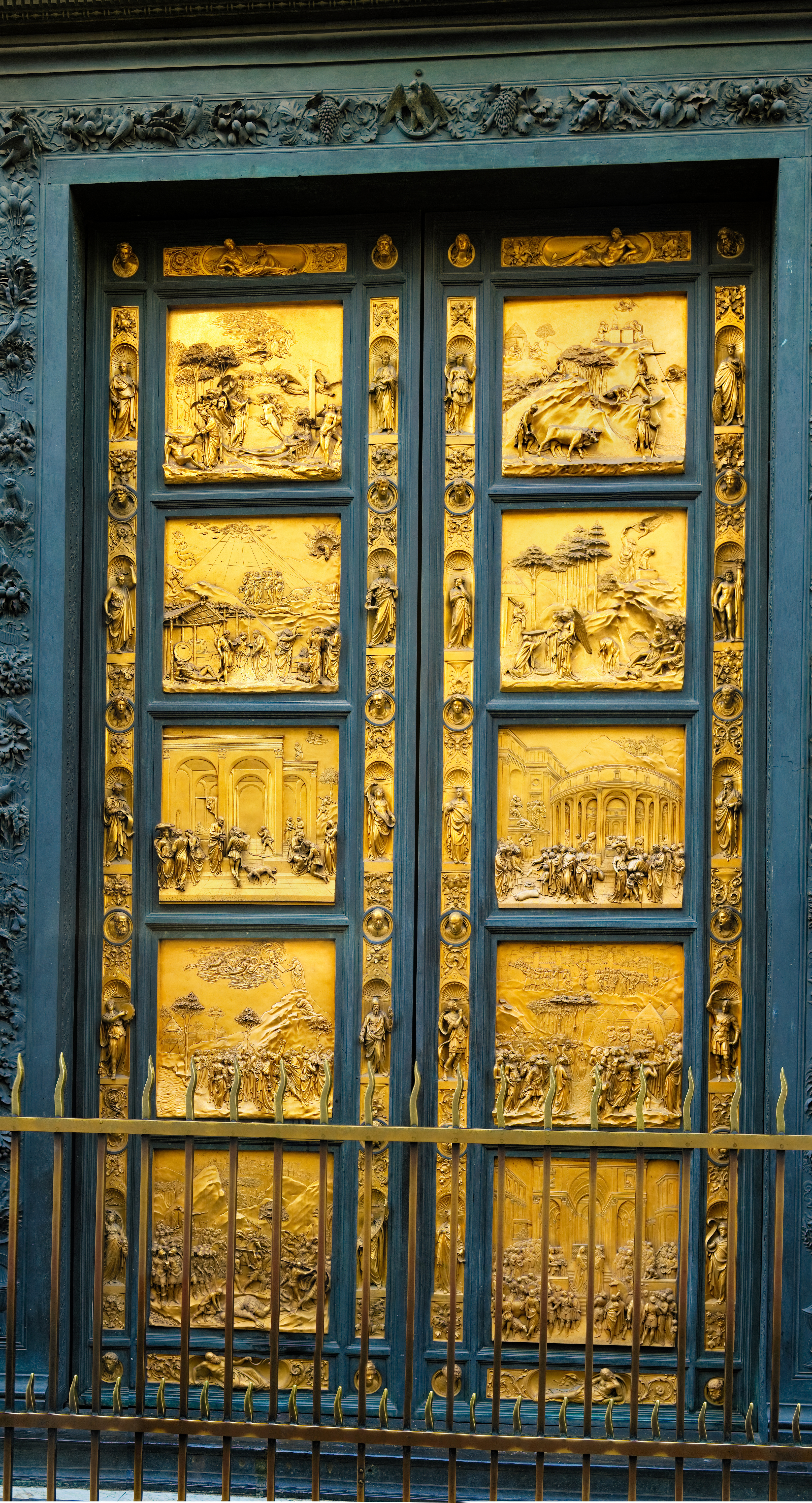
الباب الأمامي لـ سان جيوفاني
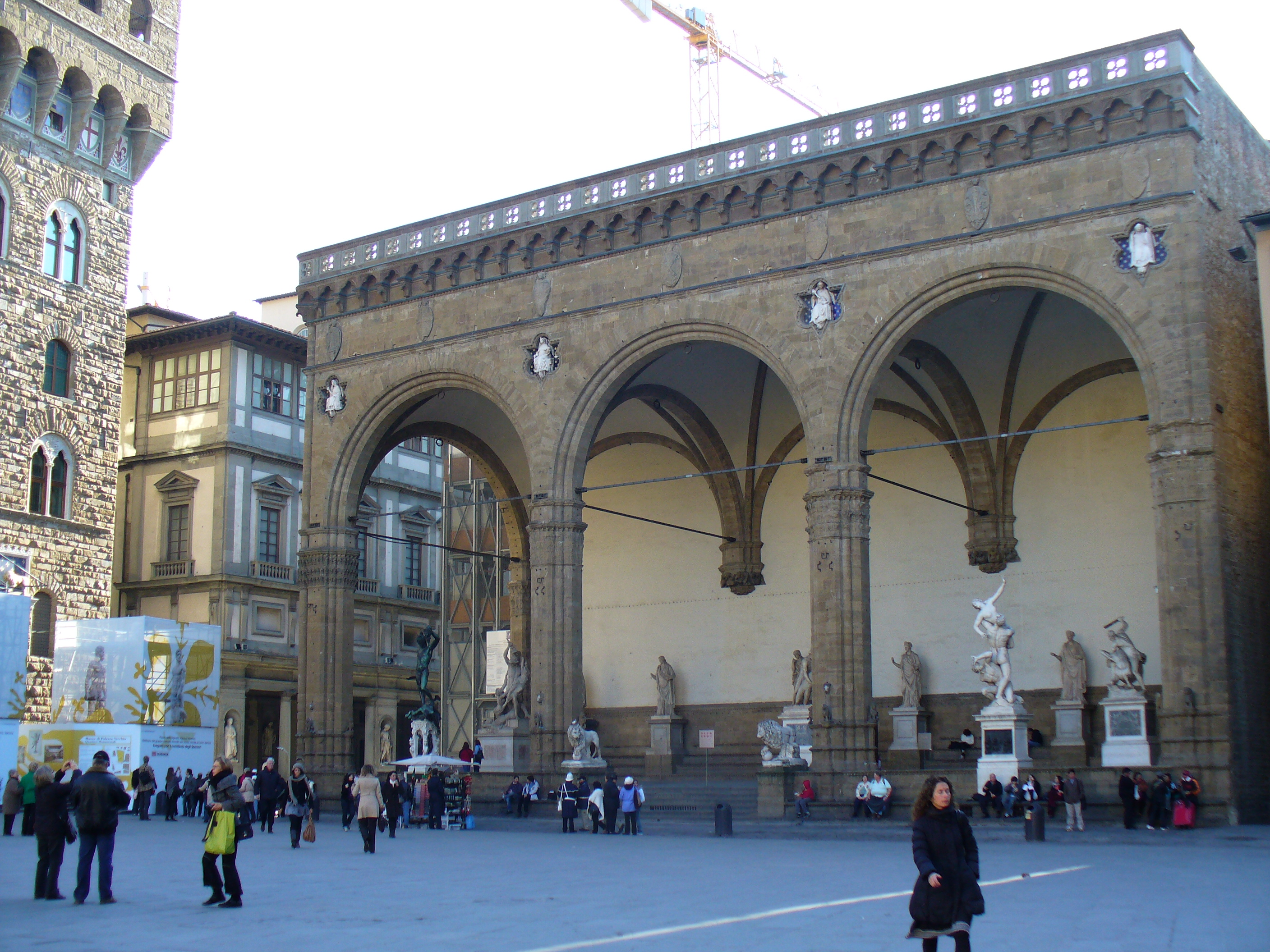
رواق لانزي
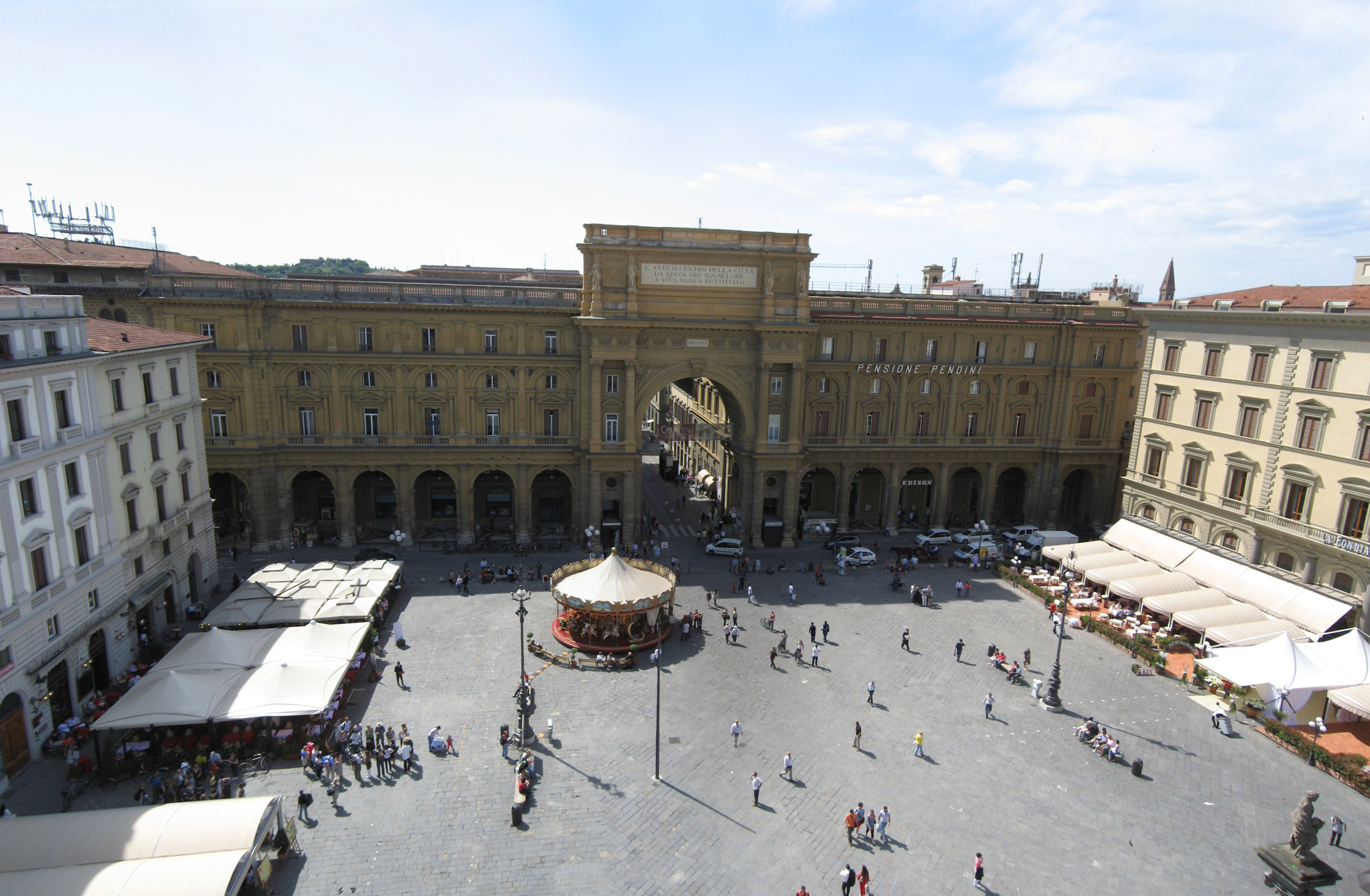
ميدان ربوبليكا
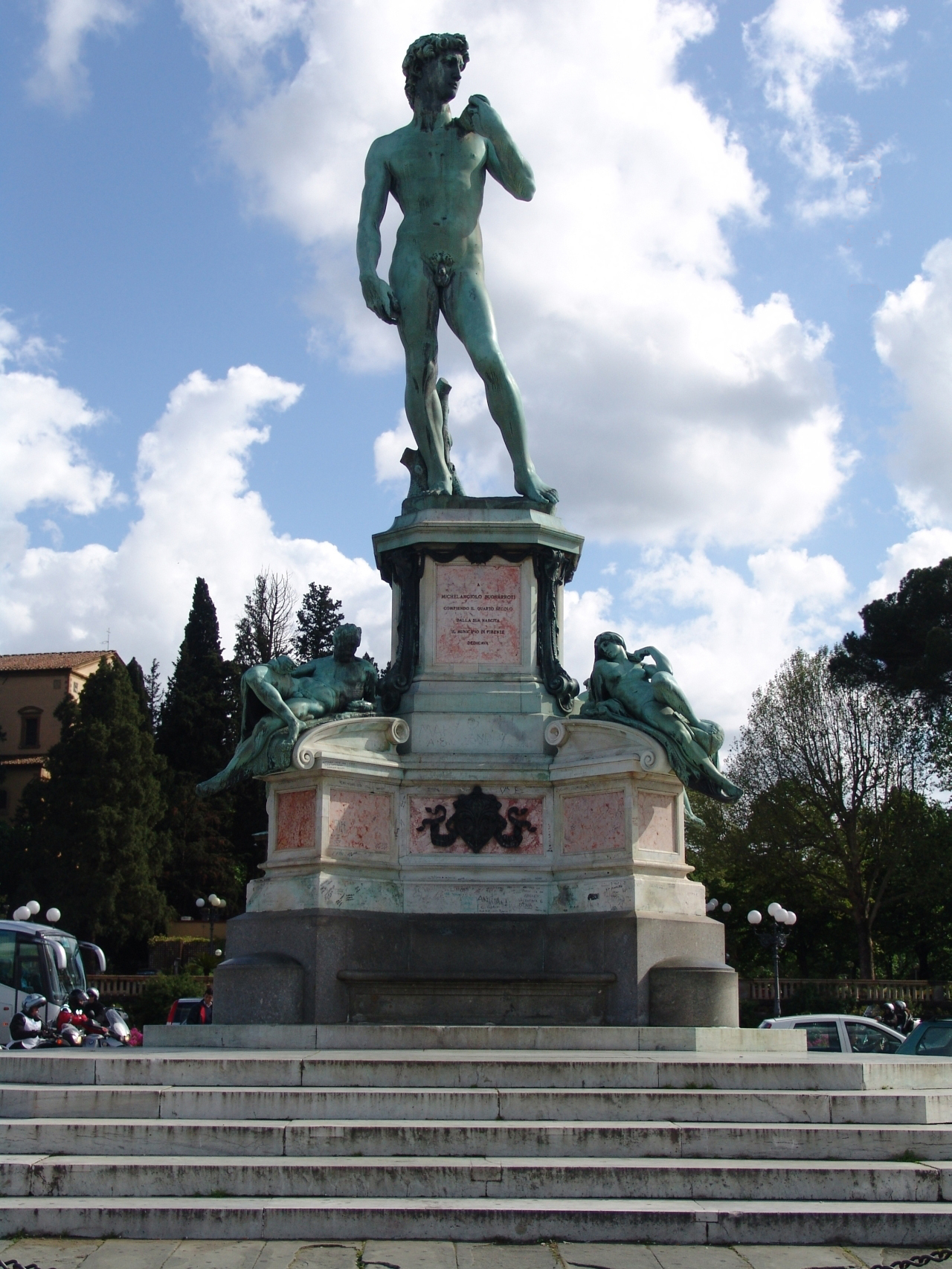
نسخة من تمثال "داوود" من أعمال ميكيل أنجلو
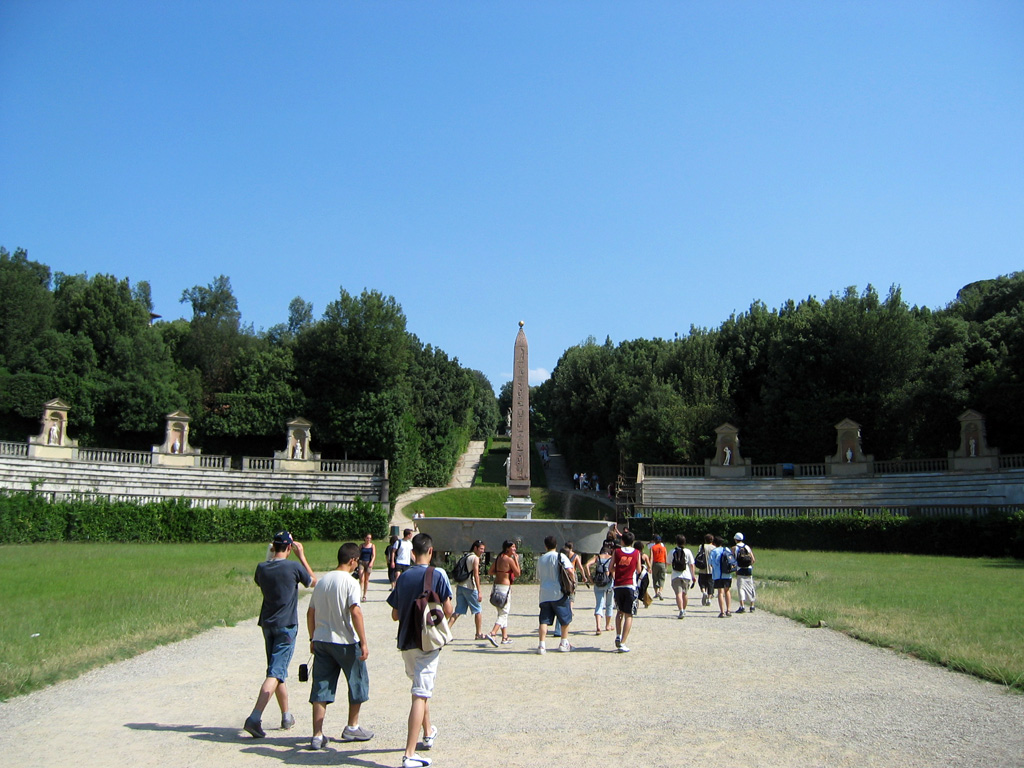
مدخل حديقة بوبولي
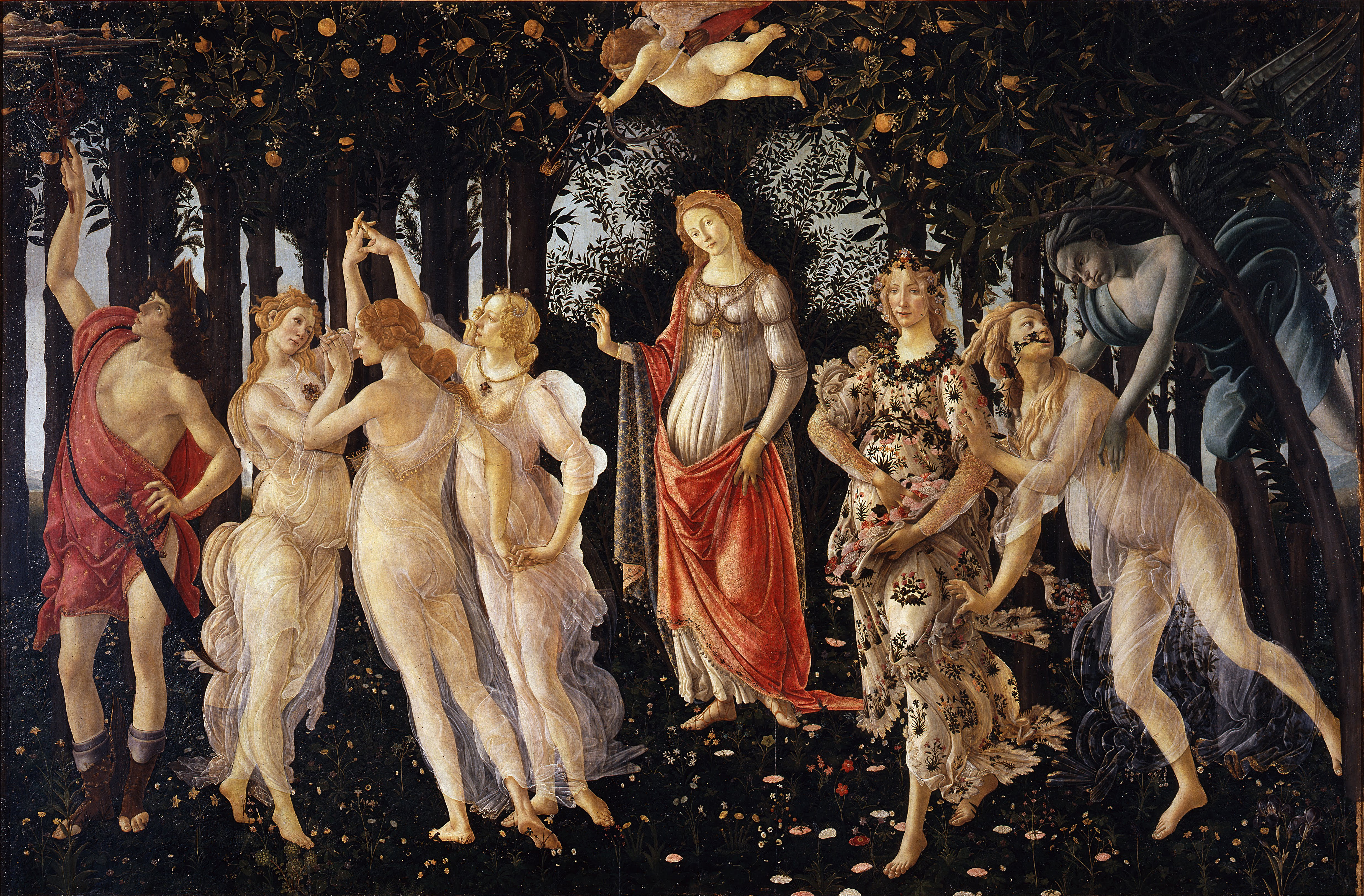
لوحة Primavera للفنان ساندرو بوتشيلي من القرن 15 معروضة في Uffizien
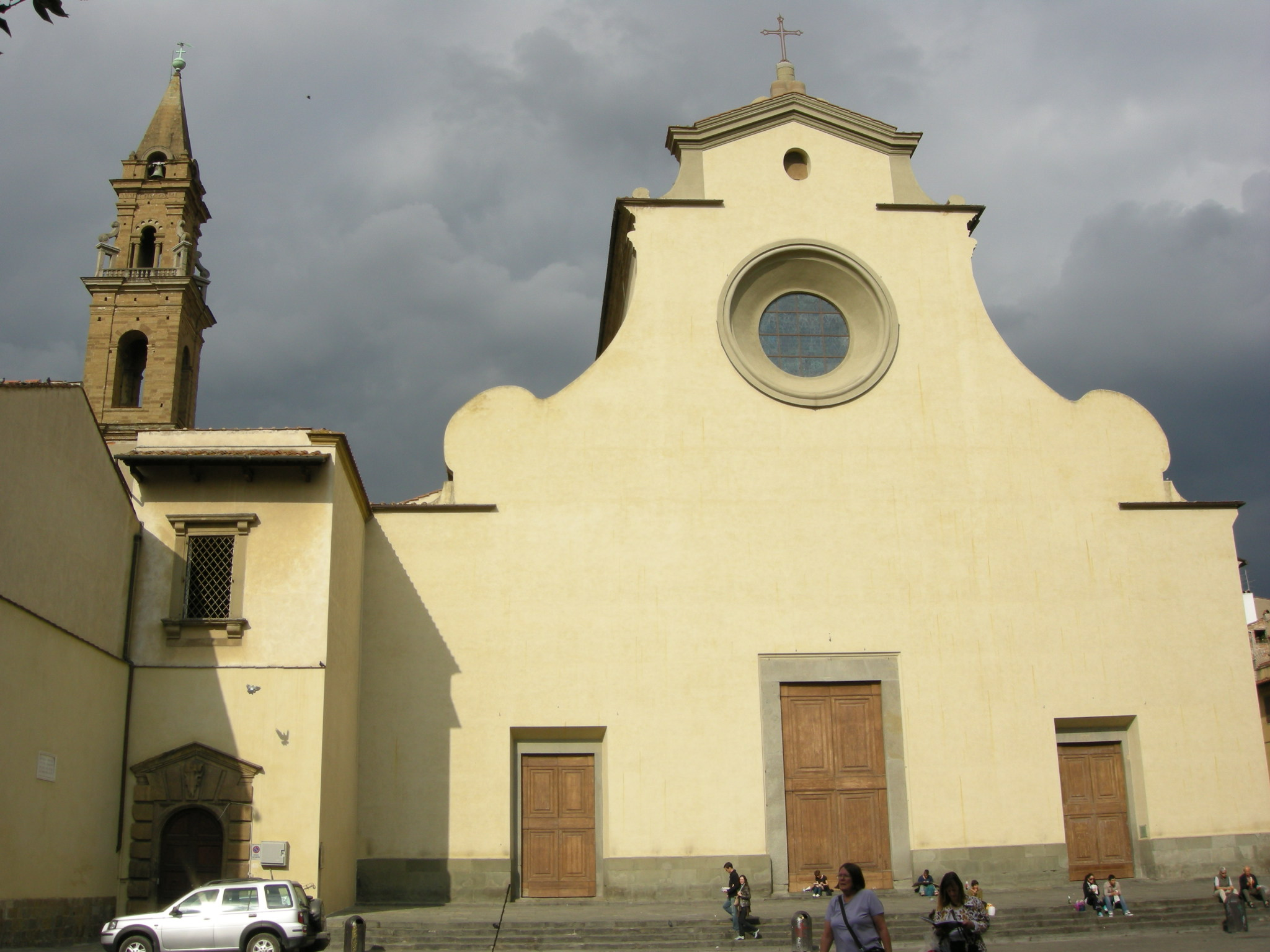
واجهة سانتو سبيريتو
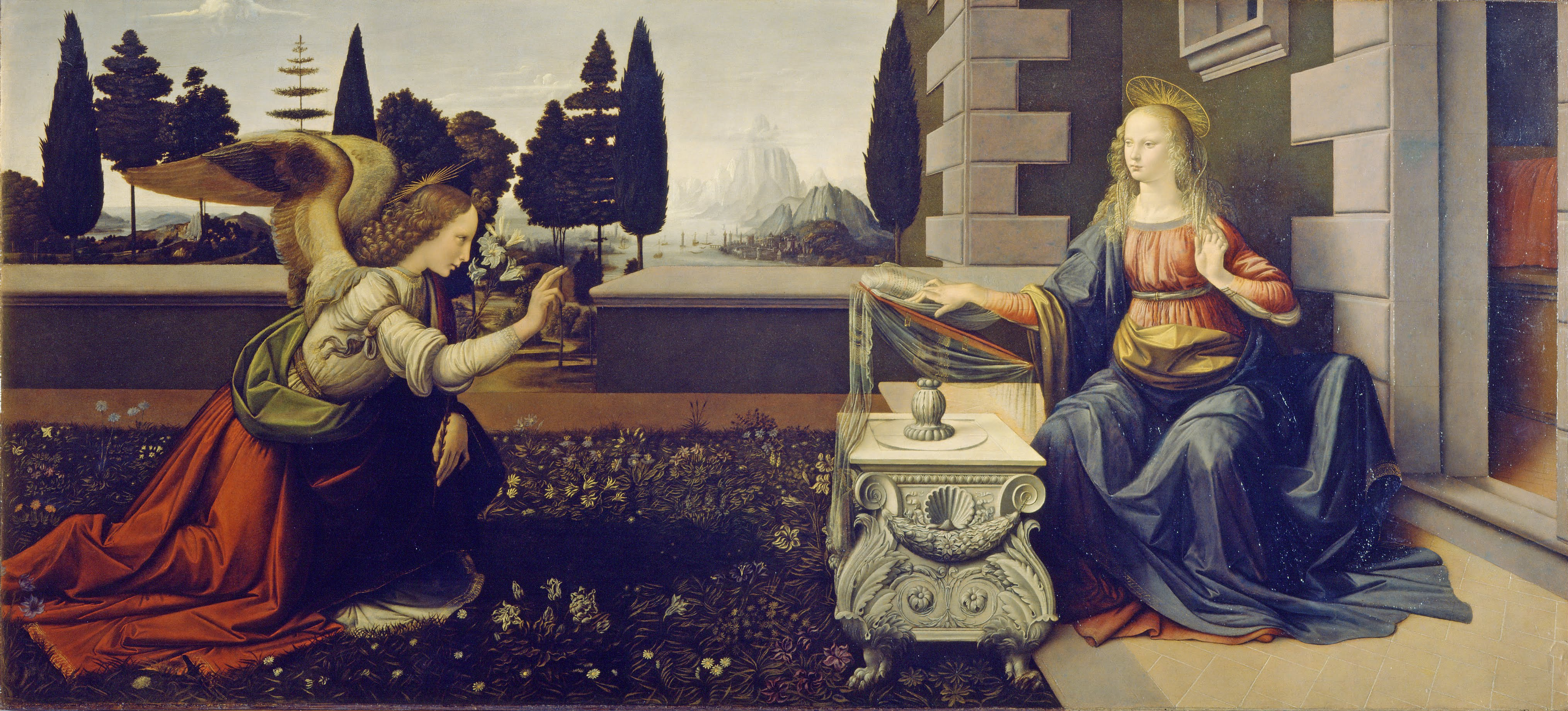
لوحة ليوناردو دا فينشي 1472-1475, معروضة في الاوفيزي
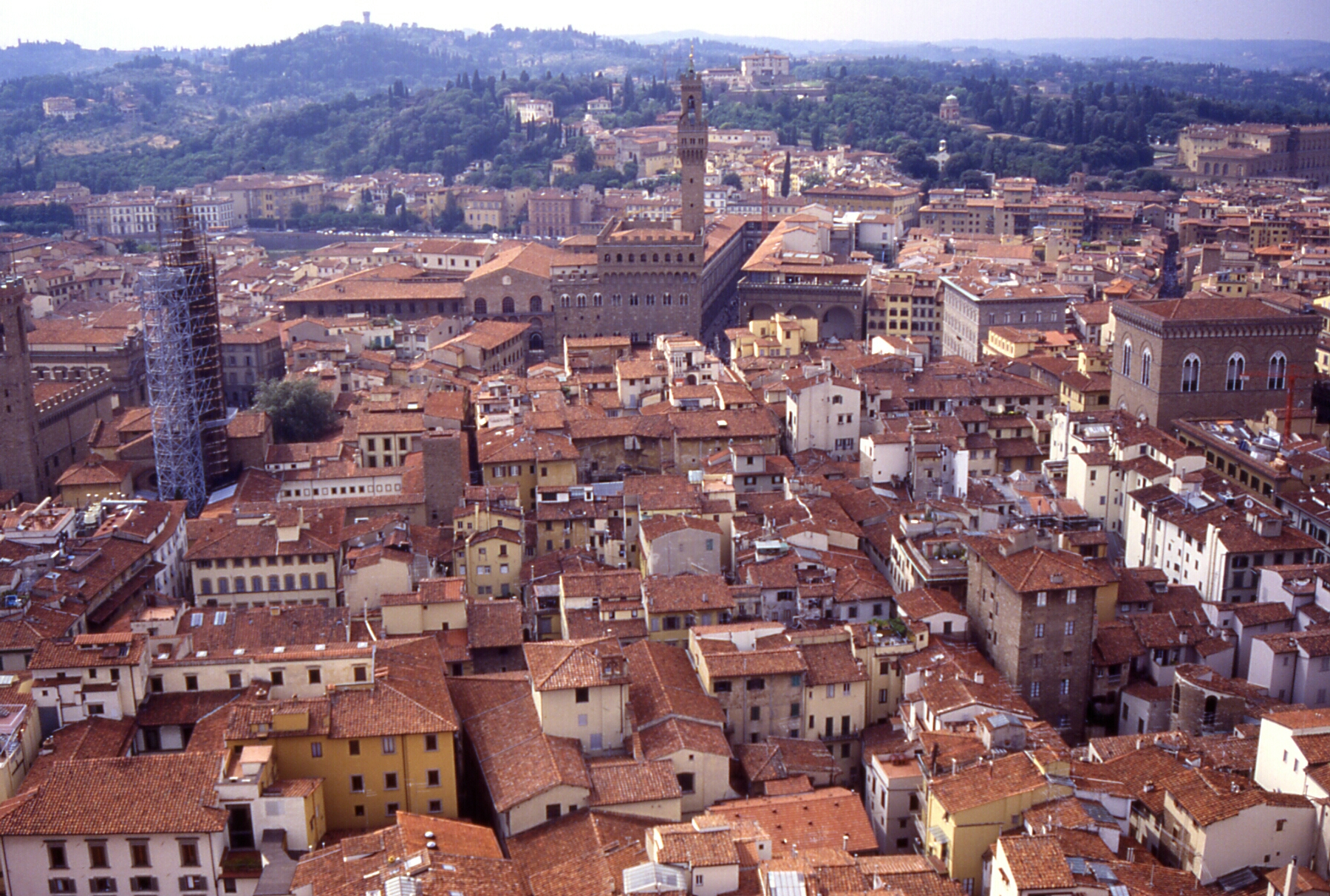
فلورنسا من أعلى (1995)